# Meloscirtus
Meloscirtus is een geslacht van rechtvleugeligen uit de familie veldsprinkhanen (Acrididae). De wetenschappelijke naam van dit geslacht is voor het eerst geldig gepubliceerd in 1906 door Bruner.

## Soorten
Het geslacht Meloscirtus  is monotypisch en omvat slechts de volgende soort:
- Meloscirtus australis (Bruner, 1906)